# Jaera enigma
Jaera enigma är en fjärilsart som beskrevs av Felix Bryk 1953. Jaera enigma ingår i släktet Jaera och familjen juvelvingar. Inga underarter finns listade i Catalogue of Life.